# Saura de Mallorca i de Montreal
Saura de Mallorca i de Montreal va ser una dama mallorquina del segles xiii i xiv. També coneguda com a Saura de Pinós.

## Orígens familiars
Nascuda vers l'any 1280, era filla il·legítima del rei Jaume II de Mallorca i la seva amant Saura de Montreal. Es crià possiblement a la cort de Perpinyà amb la resta de fills de Jaume II.

## La guerra dels Pinós contra el rei d'Aragó
Saura s'havia casat, el 10 d'octubre de 1299 amb Pere Galceran I de Pinós, noble català i persona de confiança del rei Jaume II de Mallorca. Foren testimonis del matrimoni els germans de Saura, els infants Sanç i Ferran.
Els dominis dels Pinós, situtats al Berguedà, esdevenien la frontera dels territoris del rei d'Aragó amb el regne de Mallorca. A causa d'això, l'aproximació i el parentiu dels Pinós amb les reis de Mallorca (un germà de Pere Galceran I, s'havia casat també amb una filla de Sanç I de Mallorca) suposava un risc evident per al rei Jaume II d'Aragó, que inicià aleshores una política per augmentar el control reial a la regió i contrarestar el domini dels Pinós. Això causa un enfrontament obert entre els Pinós i el rei d'Aragó, que es perllongà, de manera intermitent durant les primeres dècades del segle xiv.

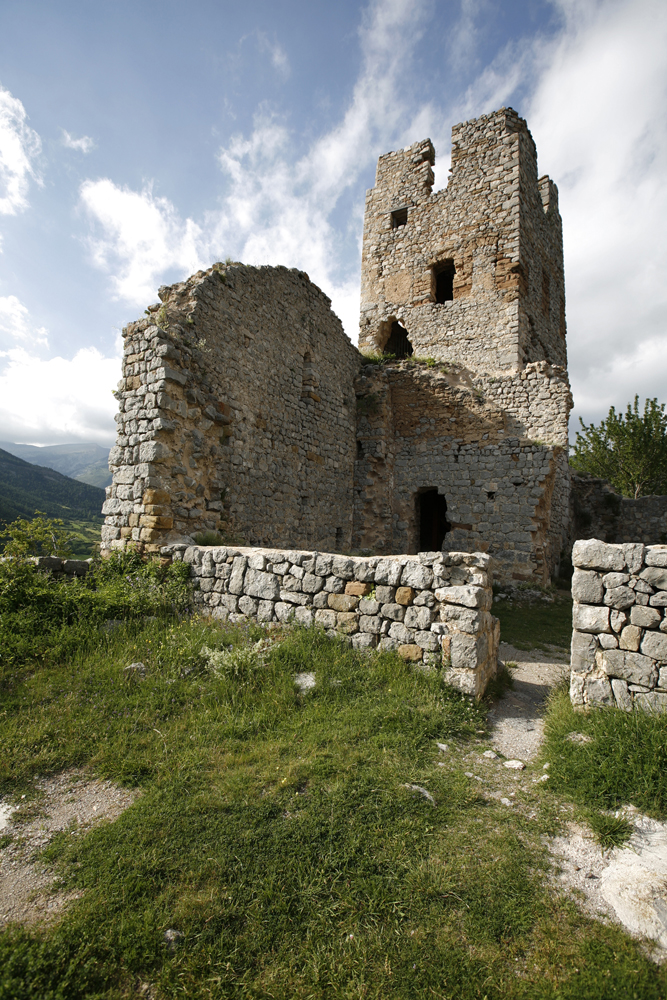
Castell de Gósol. Torre (2008). El castell fou escenari de l'enfrotament entre Saura de Mallorca i els homes del rei d'Aragó

Les hostilitats començaren ja l'any 1306, quan en nom de Pere Galceran I, s'ordena als batlles de Gósol, Gavarrós i Saldes que tinguin ben custodiats els llocs i els castells, davant les possibles accions del rei d'Aragó. A causa de l'atac que Pere Galceran I i els seus homes portaren a terme contra el monestir de Sant Llorenç de Bagà (sota la protecció reial), fou expulsat de pau i treva, i les tropes reials envaïren la baronia el 1307 i el 1308, mentre que els seus dominis eren embargats. El rei de Mallorca (el seu sogre) intervingué a favor seu i finalment fou absolt el 1309 pel rei.

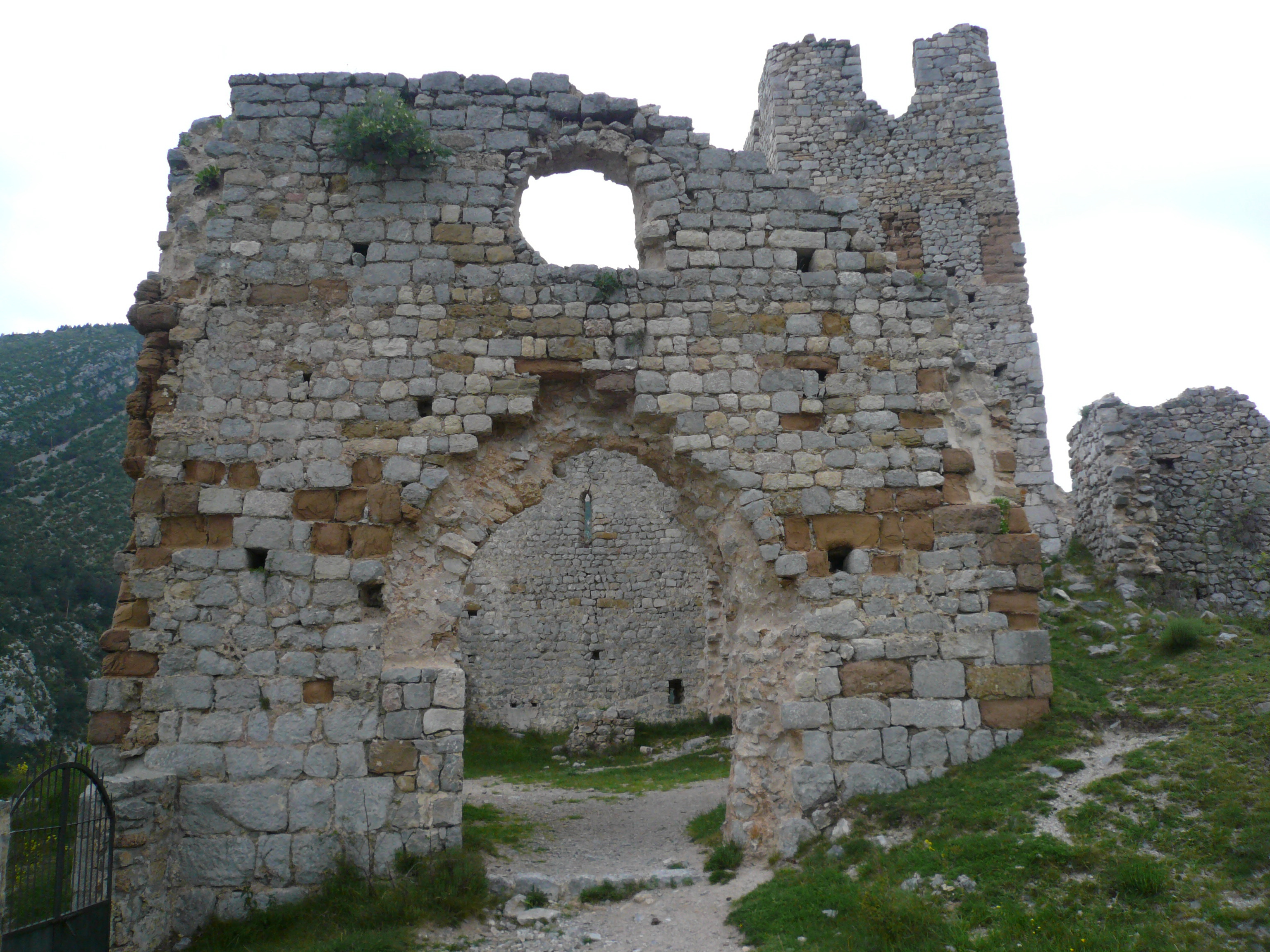
Castell de Gósol. Església de Santa Maria

Tanmateix les hostilitats no disminuïren i el mateix any 1309, el rei Jaume II d'Aragó reforçava el seu control a la zona per mitjà d'una permuta amb Sibil·la de Berga, per la qual el rei es feia amb el control directe de varis castells a la regió (castells de Montclar, Roset, Querol, Puigarbessós, Merola, Blancafort, Terçà, etc). El 1312 moria prematurament Pere Galceran I, i Saura de Mallorca, com a tutora legal del seu fill Pere Galceran II, hagué de fer front al conflicte que semblava lluny d'acabar.
Tot i que després de la mort de Pere Galceran I, el rei d'Aragó retornà els seus castells a Saura per mediació del seu pare, el rei de Mallorca, el desembre de 1312, homes del castell de Gósol (propietat dels Pinós) assassinaren R. Gros de Mirapol, home del rei. El gener següent, Bernat de Vilademany, veguer de Berga, al front d'un gran exèrcit se situà davant el castell de Gósol per practicar-hi un escorcoll. El cavaller Tomàs de Vilacorba, des del portal, protestà per la presència de gent armada i garantí que ni el suposat homicida ni els acompanyants eren dins el castell. Finalment, però, l'escorcoll s'autoritzà però Saura de Pinós, senyora de la baronia, afirmà que el rei no tenia cap potestat en els castells de Gósol, Saldes, l'Espà, Querforadat i Balmanya; els Pinós els posseïen en franc alou i no en feu del rei, negant-se així a retrer-li homenatge (sembla que els Pinós devien contar amb el suport dels reis de Mallorca per poder mantenir una actitud tan hostil vers al rei d'Aragó).
Sembla que Saura no pogué mantenir durant gaire més el desafiament, possiblement el canvi del nou rei de Mallorca Sanç I (germà de Saura) cap a una política més col·laborativa i pacifista envers el rei d'Aragó en foren la causa. Finalment, l'any 1313, Saura i la seva família passaven a residir al Palau reial de Berga per ordre del rei Jaume II d'Aragó, que pretenia així poder exercir un cert control damunt Saura i el seu fill, per tal d'evitat l'esclat d'un nou conflicte a la zona. També en aquesta època es concertava el segon matrimoni de Saura amb Berenguer de Vilaragut, noble de la confiança del rei d'Aragó.

## Matrimoni i descendència
Es casa, en primeres núpcies, amb Pere Galceran I de Pinós. D'aquest matrimoni nasqué:
- Pere Galceran de Pinós i Mallorca (Pere Galceran II de Pinós).[5] Heretà les possessions del pare i reinicià el conflicte amb el rei d'Aragó .

Vers l'any 1313, es tornà a casar amb Berenguer de Vilaragut i de Sarrià, fill de l'almirall Berenguer de Vilaragut. D'aquest matrimoni tingué tres fills:
- Berengueró de Vilaragut i Mallorca
- Violant de Vilaragut i Mallorca
- Elisabet de Vilaragut i Mallorca